# Мегапент
Мегапент (на старогръцки: Μεγαπένθης, Megapenthes) в гръцката митология е цар на Аргос през 14 век пр.н.е. от династията Инахниди.
Той е син на Прет и Антея (или Стенебоя), братовчед на Персей и племенник на Акрисий.
След смъртта на баща си той поема управлението в Тиринт. Когато Персей убива без да иска Акрисий, Персей и Мегапент си разменят царствата и така той става цар на Аргос. По-късно той убива Персей.
След него цар на Аргос става неговият син Аргей.